# العلاقات الفنلندية المصرية
العلاقات الفنلندية المصرية هي العلاقات الثنائية التي تجمع بين فنلندا ومصر.

## مقارنة بين البلدين
هذه مقارنة عامة ومرجعية للدولتين:
| وجه المقارنة                                              | فنلندا                                                                               | مصر           |
| --------------------------------------------------------- | ------------------------------------------------------------------------------------ | ------------- |
| المساحة (كم2)                                             | 338.42 ألف                                                                           | 1.01 مليون    |
| عدد السكان (نسمة)                                         | 5.52 مليون                                                                           | 94.80 مليون   |
| الكثافة السكانية (ن./كم²)                                 | 16.31                                                                                | 93.86         |
| العاصمة                                                   | هلسنكي                                                                               | القاهرة       |
| اللغة الرسمية                                             | اللغة الفنلندية، اللغة السويدية                                                      | اللغة العربية |
| العملة                                                    | يورو، ماركا فنلندية                                                                  | جنيه مصري     |
| الناتج المحلي الإجمالي (بليون دولار)                      | 251.88 مليار                                                                         | 235.37 مليار  |
| الناتج المحلي الإجمالي (تعادل القوة الشرائية) بليون دولار | 231.84 مليار                                                                         | 998.67 مليار  |
| الناتج المحلي الإجمالي الاسمي للفرد دولار أمريكي          | 42.31 ألف                                                                            | 3.61 ألف      |
| الناتج المحلي الإجمالي للفرد دولار أمريكي                 | 40.68 ألف                                                                            |               |
| مؤشر التنمية البشرية                                      | 0.883                                                                                | 0.690         |
| رمز المكالمات الدولي                                      | +358                                                                                 | +20           |
| رمز الإنترنت                                              | .fi                                                                                  | .eg، .مصر     |
| المنطقة الزمنية                                           | ت ع م+02:00، ت ع م+03:00، أوروبا/هلسنكي ‏، توقيت شرق أوروبا، توقيت شرق أوروبا الصيفي ‏ | ت ع م+02:00   |

## منظمات دولية مشتركة
يشترك البلدان في عضوية مجموعة من المنظمات الدولية، منها:
| علم المنظمة | اسم المنظمة                               | تاريخ انضمام فنلندا | تاريخ انضمام مصر |
| ----------- | ----------------------------------------- | ------------------- | ---------------- |
|             | مؤسسة التنمية الدولية                     | 29 ديسمبر 1960      | 26 أكتوبر 1960   |
|             | يونسكو                                    | 10 أكتوبر 1956      | 22 يناير 1947    |
|             | وكالة ضمان الاستثمار متعدد الأطراف        | 28 ديسمبر 1988      | 12 أبريل 1988    |
|             | الأمم المتحدة                             | 14 ديسمبر 1955      | 24 أكتوبر 1945   |
|             | الفريق المعني برصد الأرض                  | ?                   | فبراير 2005      |
|             | الاتحاد البريدي العالمي                   | ?                   | ?                |
|             | البنك الدولي للإنشاء والتعمير             | 14 يناير 1948       | 27 ديسمبر 1945   |
|             | المنظمة الهيدروغرافية الدولية             | ?                   | 21 يونيو 1921    |
|             | الاتحاد الدولي للاتصالات                  | 1 سبتمبر 1920       | 9 ديسمبر 1876    |
|             | مؤسسة التمويل الدولية                     | 20 يوليو 1956       | 20 يوليو 1956    |
|             | المركز الدولي لتسوية المنازعات الاستشارية | 8 فبراير 1969       | 2 يونيو 1972     |
|             | منظمة التجارة العالمية                    | 1995                | 30 يونيو 1995    |
|             | منظمة الشرطة الجنائية الدولية             | ?                   | 7 سبتمبر 1923    |
|             | البنك الإفريقي للتنمية                    | ?                   | 10 سبتمبر 1964   |

## أعلام
هذه قائمة لبعض الشخصيات التي تربطها علاقات بالبلدين:
- ثريا بهجت (القرن العشرين – )
- عادل عيد (لاعب كرة قدم مصري، 22 مارس 1984[20] – )

## وصلات خارجية
- موقع وزارة الخارجية الفنلندية
- موقع وزارة الخارجية المصرية